# IC 1159
IC 1159 је спирална галаксија у сазвјежђу Змија која се налази на листи објеката дубоког неба у Индекс каталогу.
Деклинација објекта је + 15° 25' 11" а ректасцензија 16h 1m 1,5s. Привидна величина (магнитуда) објекта IC 1159 износи 15,0 а фотографска магнитуда 15,8.